# Albert Kircher
Albert Kircher (Welschnofen, 14 september 1950 – ?, 2005) was een Italiaanse componist, muziekpedagoog en dirigent.

## Levensloop
Kircher studeerde piano bij Emilio Riboli aan het Conservatorium "Claudio Monteverdi" in Bozen. Vervolgens studeerde hij aan de Universität für Musik und darstellende Kunst Wien in Wenen, toen heette die noch Hogeschool voor muziek, bij Alfons Kubicek (compositie) en Hans Swarowski (orkestdirectie). In 1975 kwam hij terug naar Bozen en voltooide zijn studies bij Francesco Valdambrini (compositie) aan het Conservatorium "Claudio Monteverdi". Hij werkte als muziekleraar in Meran. Daarnaast was hij werkzaam als componist en schreef vooral werken voor orkest, harmonieorkest en kamermuziek. 

## Composities

### Werken voor orkest
- 1984: - Introduktion und Passacaglia, voor orkest[2] - première op 1 december 1990 in het grote kurhaus in Meran

### Werken voor harmonieorkest
- 1990: - Elegische Ballade, voor harmonieorkest en concerterende harp - première: tijdens de conferentie van de Internationale Gesellschaft zur Förderung und Entwicklung der Blasmusik (IGEB) in Toblach in 1990

### Missen en andere kerkmuziek
- - Die liturgischen Eigengesänge zum Fest der Kirchweihe, voor gemengd koor, 2 trompetten, 2 trombones en orgel

### Kamermuziek
- 1973: - Strijkkwartet
- 1983: - Elegie, voor 4 koperblazers (2 trompetten en 2 trombones)
- 1990: - Meditatio "Ars in artificio", voor 2 trompetten (of bugels), 2 trombones en tuba
- - Movimento per quartetto d'archi, voor strijkkwartet